# Michael Scheele
Michael Scheele (* 8. März 1948 in Höxter) ist ein deutscher Rechtsanwalt.

## Leben
Nach Erwerb eines High-School-Diploms in den USA 1966 besuchte Scheele bis 1968 das Ratsgymnasium Rheda-Wiedenbrück. Ab 1969 studierte er Rechtswissenschaft an der Ludwig-Maximilians-Universität München. Scheele erwarb 1971 das Übersetzungsdiplom für Wirtschaftsenglisch in Bonn. 1977 wurde er Rechtsanwalt und 1978 zum Dr. jur. promoviert.
Von 1979 bis 1989 war Scheele Honorarkonsul der Seychellen. 1991 wurde er Mitglied der Rechtsanwaltskammer St. Petersburg (Russische Föderation). In den Jahren 1991–1993 war er Mitglied der Verfassungskommission der Republik Albanien. Er ist Gesellschafter-Geschäftsführer der 2014 gegründeten internationalen Anwaltskanzlei Legal Alliance Rechtsanwalts GmbH mit Büros in München, Berlin und Dubai und mit einem Netzwerk von Of-Counsels in 16 verschiedenen Ländern. Unter anderem berät und vertritt er Unternehmen und Künstler im Bereich Presse- und Medienrecht. Seit 2015 hat er eine Lizenz als Legal Consultant in Dubai (Vereinigte Arabische Emirate).
Bekannt wurde Scheele als Kolumnist diverser Zeitschriften wie Capital, Impulse, Cosmopolitan und als Kolumnist der Münchner Tageszeitung tz, als Medienanwalt und Gründer der Bürgerinitiative FairPress, aber auch als Buch-Autor.

## Werke (Auswahl)
- Schuld oder Schicksal?! Hirnforscher, Psychologen und Humangenetiker zweifeln an der Entscheidungsfreiheit des Menschen (1. Auflage 2016; Komplett-Media, ISBN  978-3-8312-0439-7)
- PASSIVRAUCH Tödliche Gefahr oder Hysterie? 1. Auflage, POSS Verlag, München 2008, ISBN 3-9810422-6-3.
- Das jüngste Gerücht: - Wie Gerüchte entstehen - Warum wir sie glauben und verbreiten - Welchen Schaden sie anrichten - Wie man sich wehren kann 1. Auflage, mvg Verlag, München 2006, ISBN 3-636-06282-4.
- Die kleine Ehe- und Familienfibel. Ein juristischer Ratgeber für jedermann 1. Auflage, mvg Verlag, München 2006, ISBN 3-636-07188-2.
- Wilde Ehe oder Trauschein? 1. Auflage, Goldmann Wilhelm GmbH, München 1985, ISBN 3-442-10877-2.
- Was kostet mein Recht? 1. Auflage, Goldmann Wilhelm GmbH, München 1985, ISBN 3-442-10832-2.
- Mensch, beweg dich!: So stärken Sie Ihr Bindegewebe (Herausgeber) 1. Auflage, dtv Verlag, München 2004, ISBN 3-423-34093-2.
- So schützen Sie Ihre Gesundheit: Mehr Lebensqualität (Herausgeber) 1. Auflage, dtv Verlag, München 2005, ISBN 3-423-34160-2.